# Kanon (sztuka)

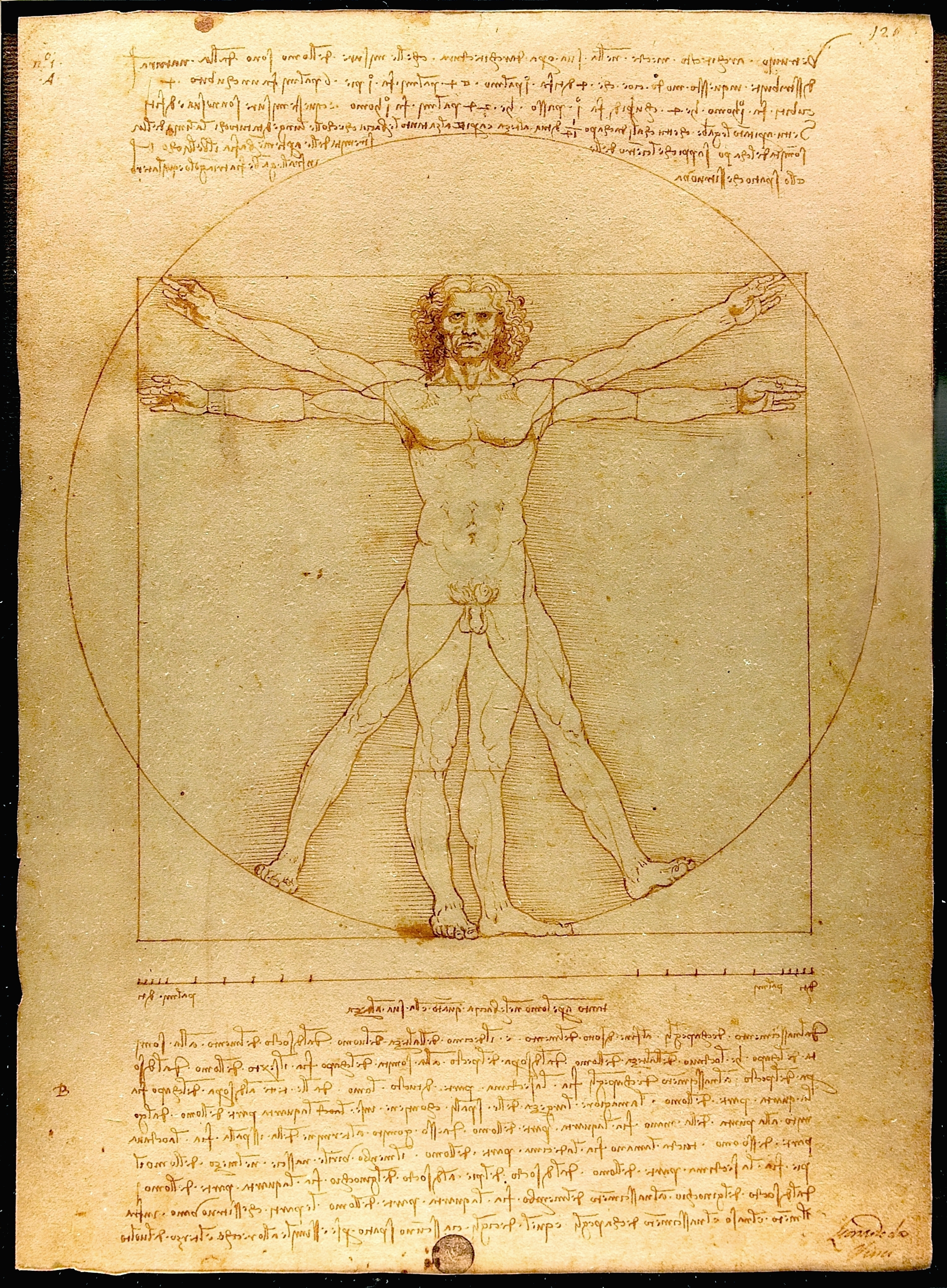
Człowiek witruwiański - kanon ciała ludzkiego według Leonarda da Vinci

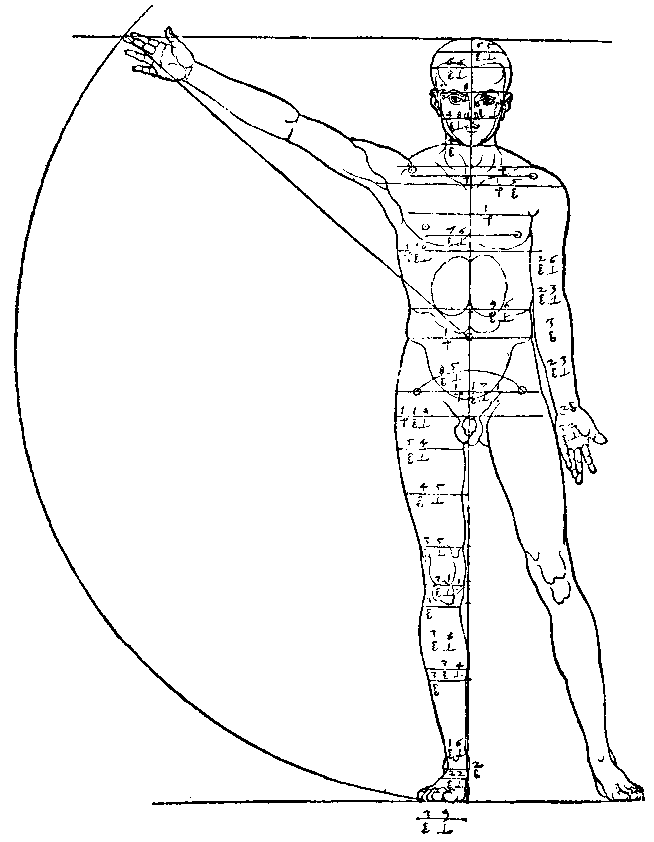
Proporcje ciała ludzkiego według Albrechta Dürera

Kanon (sztuka) – zespół wzorców, reguł i metod wytwarzania obowiązujących w danym okresie w odniesieniu do przedstawiania ludzkiej postaci, stylu architektonicznego lub wszelkich form artystycznych na określonym obszarze. 
Pojęcie kanonu zawsze było ściśle powiązane z zagadnieniami proporcji, będąc wyrazem poglądów estetycznych panujących w danym okresie rozwoju kultury. Przykładem jest kanon architektoniczny, który był wyrazem poglądu, iż doskonałość formy w sztuce architektonicznej jest uzależniona od matematycznego stosunku części danej kompozycji do jej całości.
Najstarszy i najdłużej obowiązujący był kanon sztuki starożytnego Egiptu. W starożytnym Egipcie miał znaczenie religijne i polityczne. Określał ściśle sposób obrazowania człowieka zależnie od hierarchii społecznej. Kanon egipski regulował zasady w malarstwie, rzeźbie i płaskorzeźbie. Ewoluował na przestrzeni trzech tysięcy lat, do końca pozostając przy swoich podstawowych założeniach. W rzeźbie figuratywnej obowiązywał system modularny zbudowany na siatce kwadratów: postać stojącą dzielono na 19 części (od Późnego Państwa 21 lub 25), a siedzącą na 15. Poszczególnym częściom ciała odpowiadała stała liczba kwadratów: od czubka głowy do nasady ramion 3 – od czubka głowy do oczu 1, stąd do podstawy nosa 1 i do ramion 1. Ciało od ramion do kolan 10, a od kolan do stóp 6. Jeśli było to wyobrażenie mężczyzny w przepasce biodrowej (calasiri), jej dolna krawędź winna się była znajdować 12½ kwadratu od czubka głowy.
Kanony greckie wiążą się z pojęciem idealnych proporcji i modułem. 
Do najbardziej znanych kanonów greckich należą:
- kanon Polikleta, według którego wysokość człowieka ma 8 modułów, w tym jeden moduł stanowi wysokość głowy jako 1/8 całego ciała.
- kanon Lizypa, według którego wysokość człowieka ma 9 modułów, w tym głowa to 1/9 całości.

Kanon w starożytnym Rzymie:
- według Witruwiusza wysokość człowieka to 10 modułów, moduł to wysokość głowy mierzona od brody do nasady włosów; z jego rozważań korzystali malarze renesansu.

Kanony nowożytne:
- kanon Leonarda da Vinci – oparty jest na studium ludzkiego ciała wpisującego sylwetkę człowieka w kwadrat i koło, którego środek stanowi pępek.
- Albrecht Dürer – prowadził studia nad proporcjami ciała kobiety.
- Le Corbusier – „zasada złotego podziału” przeniesiona na wymiary człowieka stojącego z podniesioną ręką.

Różnica między kanonem a stylem w sztuce polega na tym, że styl nie podlega ścisłym regułom i najczęściej odnosi się do wszelkich form ekspresji artystycznej, w tym do literatury i muzyki danego okresu.